# Linea Sangū
La linea Sangū (参宮線?, Sangū-sen) è una ferrovia regionale a scartamento ridotto di 29,1 km che collega le città di Taki e Toba, entrambe nella Prefettura di Mie in Giappone. La linea è gestita dalla JR Central ed è a trazione termica.

## Servizi
La linea ferroviaria vede il transito di treni locali (LO) (uno all'ora), fermanti a tutte le stazioni, e di treni veloci denominati Rapidi Mie (快速みえ?, Kaisoku-Mie) (RM), anche questi transitanti più o meno uno all'ora. Su questi ultimi è possibile prenotare il posto.

## Percorso
- Tutte le stazioni si trovano nella prefettura di Mie.
- Legenda

● I treni fermano
◎ Alcuni treni fermano
¤ I treni fermano in caso di eventi speciali
| Stazione         | Stazione         | Distanza | Collegamenti                             | LO | RM | Posizione | Posizione |
| ---------------- | ---------------- | -------- | ---------------------------------------- | -- | -- | --------- | --------- |
| Taki             | 多気             | 0.0      | Linea principale Kisei                   | ●  | ●  | Taki      | Mie       |
| Tokida           | 外城田           | 3.3      |                                          | ●  | ◎  | Taki      | Mie       |
| Tamaru           | 田丸             | 7.0      |                                          | ●  | ◎  | Tamaki    | Mie       |
| Miyagawa         | 宮川             | 11.0     |                                          | ●  | ◎  | Ise       | Mie       |
| Yamada-Kamiguchi | 山田上口         | 13.2     |                                          | ●  | ◎  | Ise       | Mie       |
| Iseshi           | 伊勢市           | 15.0     | Linea Kintetsu Yamada                    | ●  | ●  | Ise       | Mie       |
| Isuzugaoka       | 五十鈴ヶ丘       | 17.9     |                                          | ●  | ◎  | Ise       | Mie       |
| Futaminoura      | 二見浦           | 21.4     |                                          | ●  | ●  | Ise       | Mie       |
| Matsushita       | 松下             | 23.7     |                                          | ●  | ◎  | Ise       | Mie       |
| Ikenoura Seaside | 池の浦シーサイド | 25.4     |                                          | ¤  | ¤  | Ise       | Mie       |
| Toba             | 鳥羽             | 29.1     | Linea Kintetsu Toba Linea Kintetsu Shima | ●  | ●  | Toba      | Mie       |